# Martin Vaculík (Politiker)

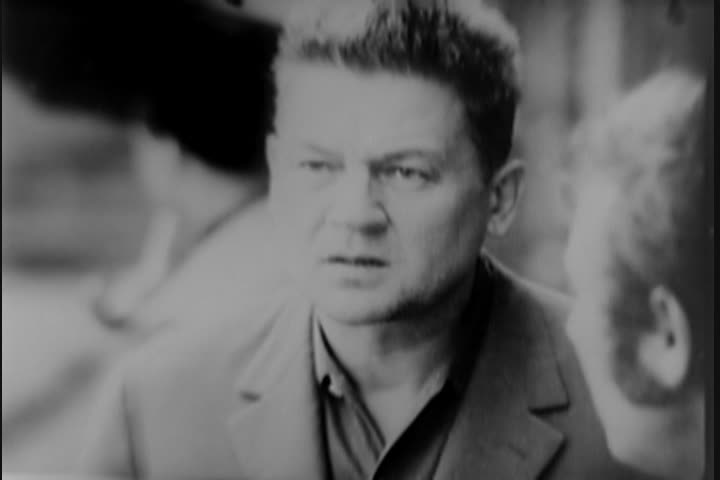
Martin Vaculík (1968)

Martin Vaculík (* 3. Mai 1922 in Mutěnice, Okres Hodonín; † 16. Juli 2001) war ein tschechoslowakischer Politiker der Kommunistischen Partei der Tschechoslowakei KSČ (Komunistická strana Československa).

## Leben
Vaculík begann nach dem Schulbesuch eine Berufsausbildung zum Dreher und besuchte zwischen 1941 und 1945 die Höhere Berufsschule in Vsetín. 1945 wurde er Mitglied der Kommunistischen Partei der Tschechoslowakei KSČ (Komunistická strana Československa) und war zwischen 1947 und 1951 erst Organisationssekretär im Stadtparteikomitee von Vsetín sowie im Anschluss von 1950 bis 1956 Mitarbeiter im Zentralkomitee (ZK) der KSČ. Nach einem Studium zwischen 1956 und 1958 an der Zentralen Parteihochschule der Kommunistischen Partei der Sowjetunion (KPdSU) in Moskau fungierte er zwischen März 1960 und November 1962 als Sekretär für Ideologie des Regionalparteikomitee von Südmähren. Er erwarb einen Doktor der Sozial- und Politikwissenschaften (rerum socialium doctor). Am 12. Juni 1960 wurde er zudem Mitglied der Nationalversammlung der Tschechoslowakischen Sozialistischen Republik (Národní shromáždění republiky socialistické Československé) und gehörte dieser bis zum 31. Dezember 1968 an. Während seiner Parlamentszugehörigkeit war er zwischen 1960 und 1964 erst Mitglied des Planungs- und Haushaltsausschusses sowie zuletzt von 1964 bis 1968 Mitglied des Auswärtigen Ausschusses.

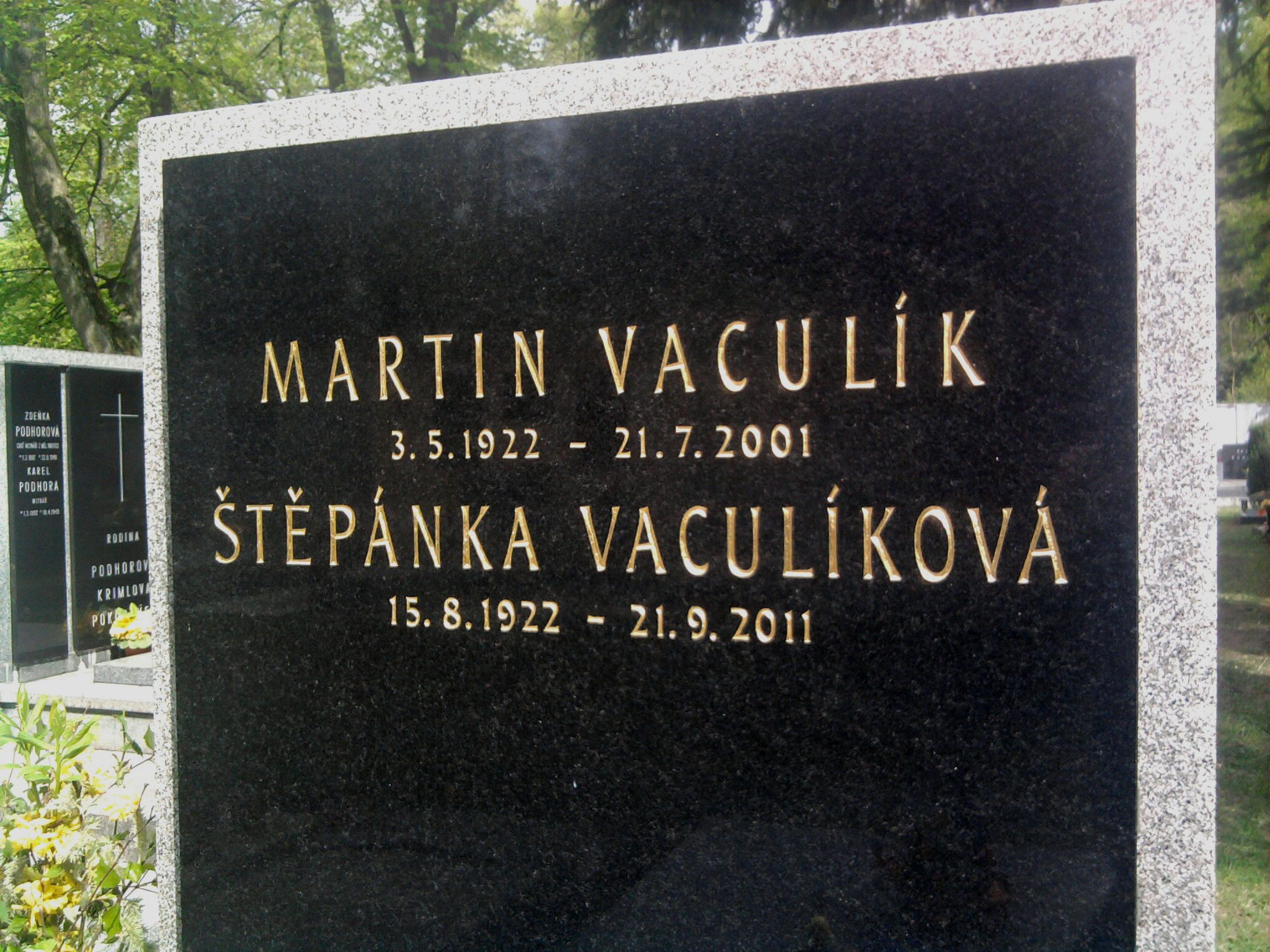
Grabstein auf dem Friedhof der Kirche der Dreifaltigkeit in Mělník

Auf dem XII. Parteitag (4.–8. Dez. 1962) wurde er Vaculík erstmals Mitglied des ZK der KSČ. Im September 1963 wurde er zudem Kandidat des Präsidiums des ZK, des obersten Führungsgremium der Partei. In diesen Funktionen wurde er auch auf dem XIII. Parteitag der KSČ (31. Mai – 4. Juni 1966) sowie darüber hinaus auch noch Mitglied des Sekretariats des ZK. Im Zuge des Prager Frühlings trat er im Februar 1968 im Tschechoslowakischen Rundfunk auf und förderte die Vision von Demokratisierung und Liberalisierung des neuen Ersten Sekretär des Alexander Dubček. Auf einem Plenum des ZK am 4. April 1968 wurde er als Kandidat des Präsidiums bestätigt, verlor jedoch seine Funktion als Mitglied des ZK-Sekretariats. Im Juni 1968 verlor er schließlich auch seine Funktion als Kandidat des Präsidiums des ZK, nachdem er neben Oldřich Starý, dem Rektor der Karls-Universität, als einziges ZK-Mitglied das „Manifest der 2000 Worte“ (‚Dva tisíce slov‘) unterzeichnet hatte.
Am 1. Januar 1969 wurde er zumindest noch Mitglied der neu geschaffenen Föderationsversammlung (Federální shromáždění) und gehörte der Kammer des Volkes (Sněmovna národů) in dessen erster Wahlperiode bis zu seinem Rücktritt im Dezember 1969 an. Nach dem Einmarsch der Truppen des Warschauer Paktes und der Niederschlagung des Prager Frühlings wurde er am 26. September 1969 letztlich auch von seiner Funktion als Mitglied des ZK „freigestellt“ und zog sich aus dem politischen Leben zurück.